# Fedor Haack
Rudolf Friedrich Karl Fedor Haack (* 30. November 1871 in Wulfen, Anhalt; † 2. Juni 1935 in Kassel) war ein preußischer Offizier und Polizeipräsident in Kassel.

## Leben
Fedor Haack ein Sohn des späteren Generalleutnants Franz Albert Haack (* 1836) geboren.
Er besuchte die Gymnasien in Meiningen und Lyck, entschied sich wie sein Vater für eine Laufbahn in der Preußischen Armee, war von 1891 bis 1907 im 1. Kurhessischen Feldartillerie-Regiment Nr. 11 und besuchte zeitgleich von 1900 bis 1903 die Kriegsakademie. Am 17. Mai 1892 wurde er Leutnant und am 14. September 1900 Oberleutnant. Von 1907, ab 26. Januar 1907 als Hauptmann, bis 1914 war er Batteriechef im Feldartillerie-Regiment Nr. 53 in Bromberg. 1914 war er im Feldartillerie-Regiment Nr. 60 in Schwerin, kam dann bis 1916 als Abteilungskommandeur in das Reserve-Feldartillerie-Regiment Nr. 18. Von 1917 bis 1919 war er Kommandeur des Reserve-Feldartillerie-Regiments Nr. 28.
Zum Jahresbeginn 1920 wurde er als Nachfolger von Alexander von Dalwigk zu Lichtenfels zum Polizeipräsidenten in Kassel ernannt und während seiner Amtszeit zum Polizeirat bzw. Polizeioberrat befördert. Im März 1925 wurde er in den einstweiligen Ruhestand versetzt und schied im September 1933 endgültig aus dem Dienst.
Am 28. September 1897 heiratete er in Kassel Alexandrine Freiin von Eschwege (1876–1930).